# Guillermo Federico de Nassau-Dietz
Guillermo Federico de Nassau-Dietz (en neerlandés: Willem Frederik van Nassau-Dietz; Arnhem, 7 de agosto de 1613 - Leeuwarden, 31 de octubre de 1664) fue un noble neerlandés. Fue conde de Nassau-Dietz (a partir de 1654 Fürst, o príncipe del Sacro Imperio Romano, de dicho territorio) y estatúder de Frisia, Groninga y Drenthe. Pertenecía a la Casa de Nassau.

## Biografía
Guillermo Federico era el segundo hijo del conde Ernesto Casimiro de Nassau-Dietz y de Sofía Eduviges de Brunswick-Luneburgo, hija a su vez del duque Enrique Julio de Brunswick-Luneburgo y de la princesa Isabel de Dinamarca. Su hermano mayor era el conde Enrique Casimiro I. Su abuelo paterno fue el conde Juan VI de Nassau-Dillenburg, hermano menor del príncipe Guillermo de Orange.
Guillermo Federico era nieto paterno del conde Juan VI de Nassau-Dillenburg, hermano menor del príncipe Guillermo de Orange, el cual sería abuelo paterno de su futura esposa. Cuando Juan VI murió en 1606, su herencia se dividió entre sus cinco hijos, uno de los cuales fue el padre de Guillermo Federico, Ernesto Casimiro, quien recibió el título de conde de Nassau-Dietz y en 1620 sucedió a su hermano mayor, el conde de Guillermo Luis de Nassau-Dillenburg como estatúder de Frisia, Groninga y Drenthe. En 1640, a la muerte de su hermano mayor Enrique Casimiro I, Guillermo Federico heredó las posesiones de los Nassau-Dietz: el condado de Dietz y el condado de Spiegelberg (cerca de Lauenstein).

### Carrera
Como segundo hijo, Guillermo Federico no parecía destinado a la carrera que más tarde seguiría. Estudió en la Universidad de Leiden y en la Universidad de Groninga y posteriormente tomó una comisión en el ejército de las Provincias Unidas de los Países Bajos, al igual que sus antepasados masculinos y su hermano. Como tal, era socio menor de su futuro suegro y de su futuro cuñado, los príncipes Federico Enrique de Orange-Nassau y Guillermo II de Orange, respectivamente. Sin embargo, su hermano mayor murió en acción cerca de Hulst en 1640. Como Enrique Casimiro I no estaba casado y no tenía hijos, Guillermo Federico heredó sus títulos.
Sin embargo, como el cargo de estatúder aún no era hereditario, Guillermo Federico solo logró ser nombrado en Frisia. El cargo de estatúder en Groninga y Drenthe se lo otorgaron a Federico Enrique de Orange-Nassau, no sin una disputa con Guillermo Federico, sin embargo. Después de la muerte de Federico Enrique en 1647, Guillermo II sucedió a su padre también en estas dos provincias como estatúder. Solo cuando Guillermo II murió en 1650, apenas una semana antes de que naciera su hijo Guillermo III, Guillermo Federico obtuvo el cargo de estatúder también en las otras dos provincias.
En ese momento, también podría haber obtenido el cargo de estatúder en las otras cinco provincias (Holanda, Zelanda, Utrecht, Güeldres y Overijssel). Después de todo, el estatúder era un cargo de nombramiento. La rama mayor de la familia Nassau podría tener "primer derecho" al cargo, pero como el "reclamante" era un bebé recién nacido (Guillermo III de Orange), tal afirmación no debía tomarse en serio. Sin embargo, para evitar una disputa con los miembros de esa rama mayor (la viuda y madre de Guillermo II), Guillermo Federico no insistió en su reclamo personal, sino que se ofreció a servir como teniente-estadista en las cinco provincias hasta que el infante Guillermo III alcanzara la mayoría de edad.
El cargo de estatúder era un cargo provincial. A nivel federal, Guillermo II había cumplido el cargo de Capitán general de la Unión, como su padre y su tío antes que él. Guillermo Federico de nuevo normalmente habría estado destinado para este cargo (después de todo, él era un estatúder por derecho propio), excepto por su misma torpeza política que bloqueó su nombramiento como estatúder en Holanda. Nuevamente se ofreció como teniente-capitán-general (función que John Churchill, I duque de Marlborough cumpliría en Inglaterra después de 1702), pero nuevamente los regentes decidieron dejar el cargo vacante. Guillermo Federico ni siquiera obtuvo el cargo de comandante en jefe interino (Mariscal de campo), que fue a cargo de un noble de Holanda.
Esta iba a ser la historia de vida de Guillermo Federico. Trató de actuar como el jefe "de facto" del partido Orangista, en oposición a la facción del Partido de Estados neerlandeses del gran pensionario Johan de Witt y su tío Cornelis de Graeff, pero por lo general De Witt lo burlaba y lo controlaba a cada paso. El hecho de que los miembros de la rama principal de la familia sospecharan de sus ambiciones hizo que su posición fuera aún más difícil, incluso después de casarse con una integrante de esa rama principal.
Sin embargo, fuera de los Países Bajos, las ambiciones de Guillermo Federico tuvieron más éxito. En 1654 su título de Conde fue "actualizado" al de Reichsfürst (príncipe imperial) por el emperador Fernando III de Habsburgo del Sacro Imperio Romano Germánico. Dentro del Imperio esto le proporcionó más prestigio, que sin embargo no se tradujo en más prestigio en la República.
Durante un tiempo, a finales de la década de 1650, parecía haber una posibilidad de convertirse en comandante en jefe, como parte de un compromiso político, tras haberse reunido con De Witt, pero no resultó nada. Solo durante la campaña contra el príncipe-obispo (Fürstbischof) Christoph Bernhard von Galen de Münster, el cual con sus tropas había ocupado Frisia Oriental, se le confió un mando en el campo. Este conflicto se encuentra encuadrado dentro de la segunda guerra anglo-neerlandesa, ya que el obispado de Münster se había aliado a Carlos II de Inglaterra y Escocia contra los neerlandeses. Guillermo Federico tuvo éxito en la reconquista de una fortaleza estratégica (la "Deilerschans"), pero poco después murió el 31 de octubre de 1664 en un accidente con una pistola que disparó inesperadamente.
Antes de su muerte, había persuadido a los estados de Frisia de que su hijo Enrique Casimiro II (solo 7 años en 1664) lo sucedería como estadista. Los Estados mantuvieron su palabra, aceptando una "regencia" de la madre del joven. El cargo de estatúder frisón se hizo hereditario en 1675.

### Matrimonio e hijos
Se casó con su prima segunda, la princesa Albertina Inés de Orange-Nassau, quinta hija del ya fallecido príncipe Federico Enrique de Orange-Nassau, el 2 de mayo de 1652 en Cleves. Tuvieron tres hijos:
- Amalia de Nassau-Dietz (1655-1695), casada con el duque Juan Guillermo III de Sajonia-Eisenach;
- Enrique Casimiro II de Nassau-Dietz (1657-1696), sucesor de su padre, casado con su prima, la princesa Enriqueta Amalia María de Anhalt-Dessau (nieta materna de Federico Enrique);
- Guillermina Sofía Eduviges de Nassau-Dietz (1664-1667).

El hecho de que su esposa fuera solo la quinta hija de Federico Enrique, y que se casaron después de la muerte de su padre, cobraría más tarde un significado especial en la disputa sobre la herencia del título de Príncipe de Orange después de la muerte de Guillermo III de Inglaterra en 1702. Esto se debió a que Federico Enrique había hecho una disposición en su testamento de que si su línea masculina se extinguía (como fue el caso de Guillermo III) el título de Príncipe de Orange sería heredado por la descendencia masculina de la línea de su hija mayor Luisa Enriqueta de Orange-Nassau. Este podría haber sido el caso incluso sin esta disposición, si el propio Guillermo III no hubiera dejado la herencia a los descendientes de Guillermo Federico en su testamento. Por lo tanto, la herencia se redujo a un choque de testamentos, con el resultado de que ambos demandantes finalmente tomaron el título y dividieron la herencia material.

## Antepasados
|  |                                            |  |  |  |  |  |  |  |  |  |  |  |  |  |  |  |
|  | 16. Juan V de Nassau-Dillenburg            |  |  |  |  |  |  |  |  |  |  |  |  |  |  |  |
|  |                                            |  |  |  |  |  |  |  |  |  |  |  |  |  |  |  |
|  |                                            |  |  |  |  |  |  |  |  |  |  |  |  |  |  |  |
|  | 8. Guillermo I de Nassau-Dillenburg        |  |  |  |  |  |  |  |  |  |  |  |  |  |  |  |
|  |                                            |  |  |  |  |  |  |  |  |  |  |  |  |  |  |  |
|  |                                            |  |  |  |  |  |  |  |  |  |  |  |  |  |  |  |
|  | 17. Isabel de Hesse-Marburgo               |  |  |  |  |  |  |  |  |  |  |  |  |  |  |  |
|  |                                            |  |  |  |  |  |  |  |  |  |  |  |  |  |  |  |
|  |                                            |  |  |  |  |  |  |  |  |  |  |  |  |  |  |  |
|  | 4. Juan VI de Nassau-Dillenburg            |  |  |  |  |  |  |  |  |  |  |  |  |  |  |  |
|  |                                            |  |  |  |  |  |  |  |  |  |  |  |  |  |  |  |
|  |                                            |  |  |  |  |  |  |  |  |  |  |  |  |  |  |  |
|  | 18. Bodo VIII de Stolberg-Wernigerode      |  |  |  |  |  |  |  |  |  |  |  |  |  |  |  |
|  |                                            |  |  |  |  |  |  |  |  |  |  |  |  |  |  |  |
|  |                                            |  |  |  |  |  |  |  |  |  |  |  |  |  |  |  |
|  | 9. Juliana de Stolberg                     |  |  |  |  |  |  |  |  |  |  |  |  |  |  |  |
|  |                                            |  |  |  |  |  |  |  |  |  |  |  |  |  |  |  |
|  |                                            |  |  |  |  |  |  |  |  |  |  |  |  |  |  |  |
|  | 19. Ana de Eppstein-Königstein             |  |  |  |  |  |  |  |  |  |  |  |  |  |  |  |
|  |                                            |  |  |  |  |  |  |  |  |  |  |  |  |  |  |  |
|  |                                            |  |  |  |  |  |  |  |  |  |  |  |  |  |  |  |
|  | 2. Ernesto Casimiro de Nassau-Dietz        |  |  |  |  |  |  |  |  |  |  |  |  |  |  |  |
|  |                                            |  |  |  |  |  |  |  |  |  |  |  |  |  |  |  |
|  |                                            |  |  |  |  |  |  |  |  |  |  |  |  |  |  |  |
|  | 20. Juan IV de Leuchtenberg                |  |  |  |  |  |  |  |  |  |  |  |  |  |  |  |
|  |                                            |  |  |  |  |  |  |  |  |  |  |  |  |  |  |  |
|  |                                            |  |  |  |  |  |  |  |  |  |  |  |  |  |  |  |
|  | 10. Jorge III de Leuchtenberg              |  |  |  |  |  |  |  |  |  |  |  |  |  |  |  |
|  |                                            |  |  |  |  |  |  |  |  |  |  |  |  |  |  |  |
|  |                                            |  |  |  |  |  |  |  |  |  |  |  |  |  |  |  |
|  | 21. Margarita de Schwarzburg               |  |  |  |  |  |  |  |  |  |  |  |  |  |  |  |
|  |                                            |  |  |  |  |  |  |  |  |  |  |  |  |  |  |  |
|  |                                            |  |  |  |  |  |  |  |  |  |  |  |  |  |  |  |
|  | 5. Isabel de Leuchtenberg                  |  |  |  |  |  |  |  |  |  |  |  |  |  |  |  |
|  |                                            |  |  |  |  |  |  |  |  |  |  |  |  |  |  |  |
|  |                                            |  |  |  |  |  |  |  |  |  |  |  |  |  |  |  |
|  | 22. Federico I de Brandeburgo-Ansbach      |  |  |  |  |  |  |  |  |  |  |  |  |  |  |  |
|  |                                            |  |  |  |  |  |  |  |  |  |  |  |  |  |  |  |
|  |                                            |  |  |  |  |  |  |  |  |  |  |  |  |  |  |  |
|  | 11. Bárbara de Brandeburgo-Ansbach         |  |  |  |  |  |  |  |  |  |  |  |  |  |  |  |
|  |                                            |  |  |  |  |  |  |  |  |  |  |  |  |  |  |  |
|  |                                            |  |  |  |  |  |  |  |  |  |  |  |  |  |  |  |
|  | 23. Sofía Jagellón                         |  |  |  |  |  |  |  |  |  |  |  |  |  |  |  |
|  |                                            |  |  |  |  |  |  |  |  |  |  |  |  |  |  |  |
|  |                                            |  |  |  |  |  |  |  |  |  |  |  |  |  |  |  |
|  | 1. Guillermo Federico de Nassau-Dietz      |  |  |  |  |  |  |  |  |  |  |  |  |  |  |  |
|  |                                            |  |  |  |  |  |  |  |  |  |  |  |  |  |  |  |
|  |                                            |  |  |  |  |  |  |  |  |  |  |  |  |  |  |  |
|  | 24. Enrique V de Brunswick-Luneburgo       |  |  |  |  |  |  |  |  |  |  |  |  |  |  |  |
|  |                                            |  |  |  |  |  |  |  |  |  |  |  |  |  |  |  |
|  |                                            |  |  |  |  |  |  |  |  |  |  |  |  |  |  |  |
|  | 12. Julio de Brunswick-Luneburgo           |  |  |  |  |  |  |  |  |  |  |  |  |  |  |  |
|  |                                            |  |  |  |  |  |  |  |  |  |  |  |  |  |  |  |
|  |                                            |  |  |  |  |  |  |  |  |  |  |  |  |  |  |  |
|  | 25. María de Württemberg                   |  |  |  |  |  |  |  |  |  |  |  |  |  |  |  |
|  |                                            |  |  |  |  |  |  |  |  |  |  |  |  |  |  |  |
|  |                                            |  |  |  |  |  |  |  |  |  |  |  |  |  |  |  |
|  | 6. Enrique Julio de Brunswick-Wolfenbüttel |  |  |  |  |  |  |  |  |  |  |  |  |  |  |  |
|  |                                            |  |  |  |  |  |  |  |  |  |  |  |  |  |  |  |
|  |                                            |  |  |  |  |  |  |  |  |  |  |  |  |  |  |  |
|  | 26. Joaquín II de Brandeburgo              |  |  |  |  |  |  |  |  |  |  |  |  |  |  |  |
|  |                                            |  |  |  |  |  |  |  |  |  |  |  |  |  |  |  |
|  |                                            |  |  |  |  |  |  |  |  |  |  |  |  |  |  |  |
|  | 13. Eduviges de Brandeburgo                |  |  |  |  |  |  |  |  |  |  |  |  |  |  |  |
|  |                                            |  |  |  |  |  |  |  |  |  |  |  |  |  |  |  |
|  |                                            |  |  |  |  |  |  |  |  |  |  |  |  |  |  |  |
|  | 27. Eduviges Jagellón                      |  |  |  |  |  |  |  |  |  |  |  |  |  |  |  |
|  |                                            |  |  |  |  |  |  |  |  |  |  |  |  |  |  |  |
|  |                                            |  |  |  |  |  |  |  |  |  |  |  |  |  |  |  |
|  | 3. Sofía Eduviges de Brunswick-Luneburgo   |  |  |  |  |  |  |  |  |  |  |  |  |  |  |  |
|  |                                            |  |  |  |  |  |  |  |  |  |  |  |  |  |  |  |
|  |                                            |  |  |  |  |  |  |  |  |  |  |  |  |  |  |  |
|  | 28. Cristián III de Dinamarca              |  |  |  |  |  |  |  |  |  |  |  |  |  |  |  |
|  |                                            |  |  |  |  |  |  |  |  |  |  |  |  |  |  |  |
|  |                                            |  |  |  |  |  |  |  |  |  |  |  |  |  |  |  |
|  | 14. Federico II de Dinamarca               |  |  |  |  |  |  |  |  |  |  |  |  |  |  |  |
|  |                                            |  |  |  |  |  |  |  |  |  |  |  |  |  |  |  |
|  |                                            |  |  |  |  |  |  |  |  |  |  |  |  |  |  |  |
|  | 29. Dorotea de Sajonia-Lauenburgo          |  |  |  |  |  |  |  |  |  |  |  |  |  |  |  |
|  |                                            |  |  |  |  |  |  |  |  |  |  |  |  |  |  |  |
|  |                                            |  |  |  |  |  |  |  |  |  |  |  |  |  |  |  |
|  | 7. Isabel de Dinamarca                     |  |  |  |  |  |  |  |  |  |  |  |  |  |  |  |
|  |                                            |  |  |  |  |  |  |  |  |  |  |  |  |  |  |  |
|  |                                            |  |  |  |  |  |  |  |  |  |  |  |  |  |  |  |
|  | 30. Ulrico III de Mecklemburgo-Güstrow     |  |  |  |  |  |  |  |  |  |  |  |  |  |  |  |
|  |                                            |  |  |  |  |  |  |  |  |  |  |  |  |  |  |  |
|  |                                            |  |  |  |  |  |  |  |  |  |  |  |  |  |  |  |
|  | 15. Sofía de Mecklemburgo-Güstrow          |  |  |  |  |  |  |  |  |  |  |  |  |  |  |  |
|  |                                            |  |  |  |  |  |  |  |  |  |  |  |  |  |  |  |
|  |                                            |  |  |  |  |  |  |  |  |  |  |  |  |  |  |  |
|  | 31. Isabel de Dinamarca                    |  |  |  |  |  |  |  |  |  |  |  |  |  |  |  |
|  |                                            |  |  |  |  |  |  |  |  |  |  |  |  |  |  |  |
|  |                                            |  |  |  |  |  |  |  |  |  |  |  |  |  |  |  |